# Hammersbach
Hammersbach ist eine Gemeinde im südhessischen Main-Kinzig-Kreis am nordöstlichen Rand des Ballungsraumes Frankfurt Rhein-Main. Sie liegt in der südlichen Wetterau etwa 15 km nordöstlich von Hanau. Durch das heutige Gemeindegebiet verlief der Obergermanisch-Raetische Limes.

## Geografie

### Nachbargemeinden
Hammersbach grenzt im Norden an die Gemeinde Limeshain und die Stadt Büdingen (beide Wetteraukreis), im Osten an die Gemeinde Ronneburg, im Süden an die Gemeinde Neuberg, im Südwesten an die Stadt Bruchköbel sowie im Westen an die Stadt Nidderau.

### Gemeindegliederung
Hammersbach besteht aus den Ortsteilen Marköbel und Langen-Bergheim sowie dem Weiler Hirzbacherhöfe und der Domäne Baiersröderhof.

## Geschichte

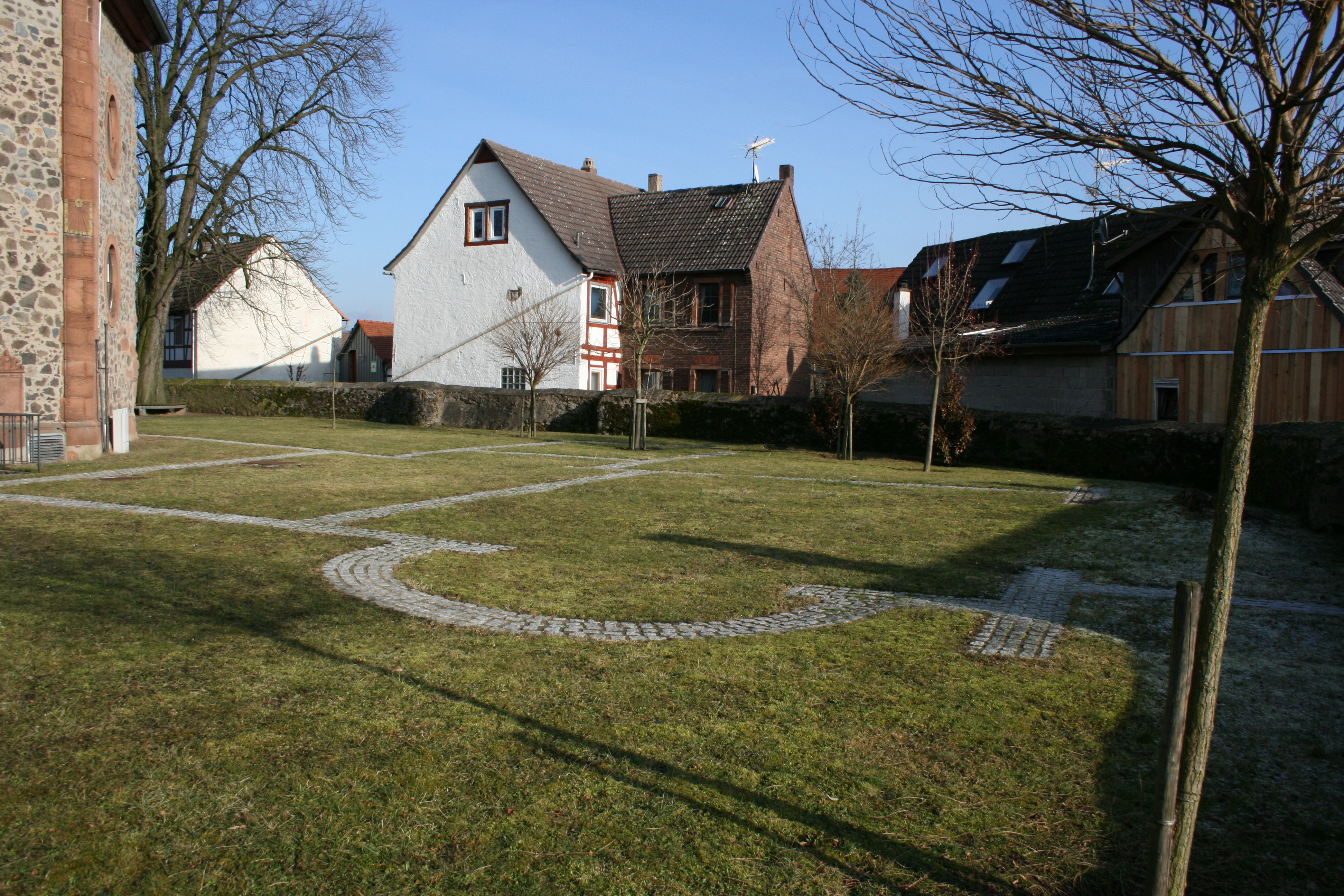
Mit Natursteinen markierte Lage des Kastellbades von Kastell Marköbel auf dem Kirchhof der Marköbeler Kirche

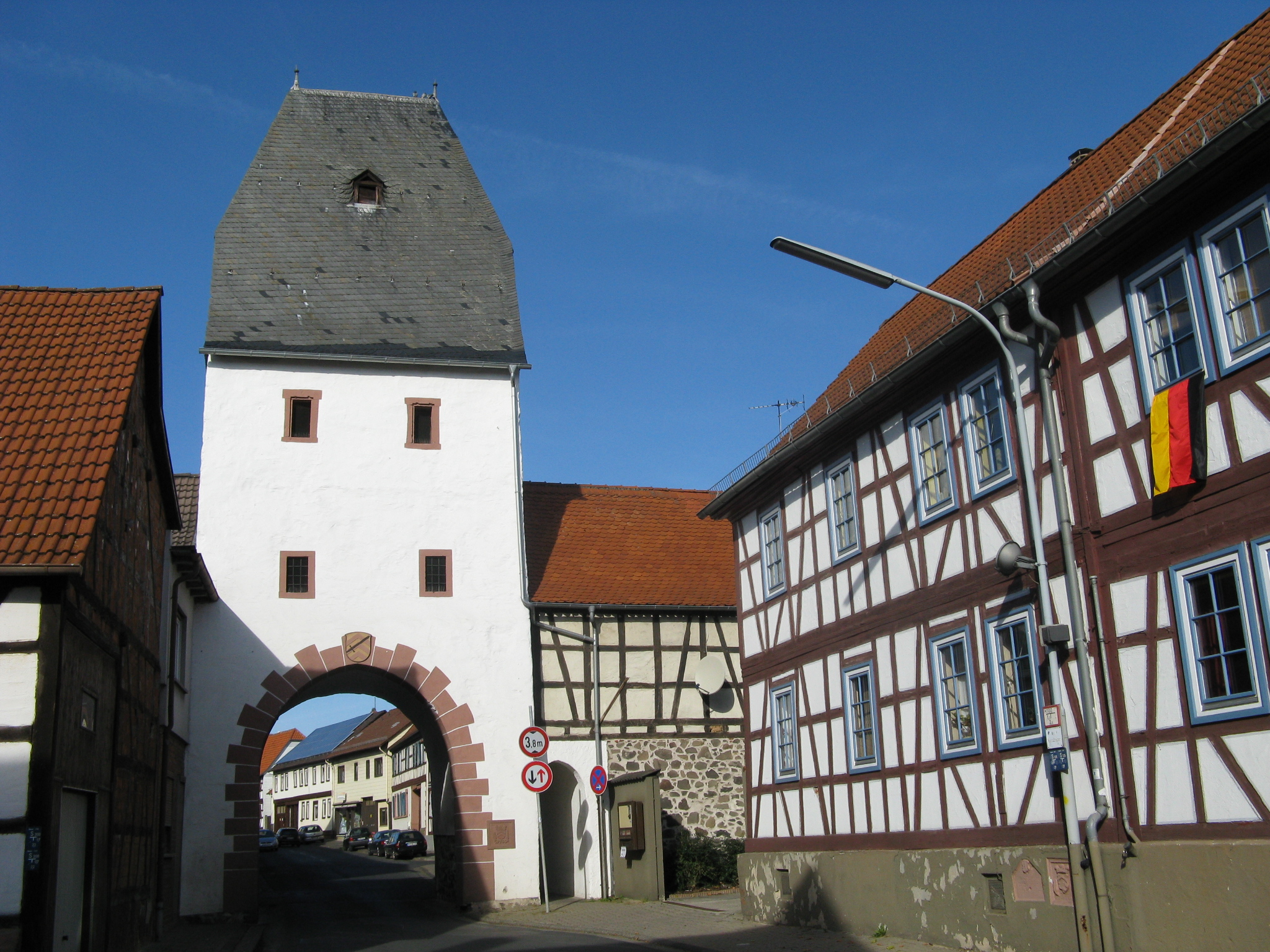
Marköbel: Untertor

### Geschichte der Ortsteile
Archäologische Funde im Gemeindegebiet von der Jungsteinzeit über die Hallstattzeit bis zur keltischen Latènezeit (etwa 5000 bis 50 Jahre vor Chr.) weisen auf eine prähistorische Besiedlung hin.
Die Römer errichteten auf dem Gebiet Marköbels das Kastell Marköbel auf rechteckigem Grundriss von der Größe der Saalburg, durch das der Krebsbachübergang durch den Limes überwacht wurde. Dadurch wurde auch der Handel entlang der Hohen Straße – einem alten Handelsweg, der die Rhein Main Region mit dem östlichen Germanien verband – kontrolliert. Interessant in dieser Hinsicht ist auch, dass genau an dieser Stelle der Limes einen leichten Knick in dem ansonsten geraden Verlauf aufweist. Die Römer haben also durchaus bewusst den wohl bereits bestehenden Handelsplatz mit in ihr Reich eingeschlossen.
Das Kastell war Garnisonsstandort einer nicht mehr nachvollziehbaren Kohorte. Die Ausgrabungsarbeiten des 1884 entdeckten Limeskastells sowie die Lokalisierung des Lagerdorfes und von Resten einer Therme zogen sich bis 1994 hin.
Die Entstehung der Orte, die in der heutigen Gemeinde Hammersbach zusammengefasst sind, weist keine Kontinuität zu dieser antiken Vorgeschichte auf. Urkundliche Erwähnung fand der Ortsteil Marköbel als „cavilla“ im Jahr 839. Langen-Bergheim (bis 1820 nur „Bergheim“ genannt) wurde erstmals als „bercheim“ im Jahr 1057 erwähnt. Die älteste urkundliche Erwähnung von Hirzbach als „hirzbach“ stammt aus dem Jahr 1128. Baiersröderhof wurde als „allodium rode“ im Jahr 1139 erwähnt.
Territorial sind alle Orte außer dem Baiersröderhof, der bis 1803 zum Kloster Ilbenstadt gehörte und nach der Säkularisation Preußische (1945 Hessische) Staatsdomäne wurde, im Mittelalter bis 1255 den Herren von Münzenberg zuzurechnen, doch nach deren Aussterben erfuhren sie eine unterschiedliche Geschichte. Marköbel und Hirzbach fielen an die Grafschaft Hanau; 1368 erhielt Marköbel Stadtrecht und wurde durch Ulrich IV. mit einer Ringmauer und zwei Stadttoren befestigt. Es war schon unter den Münzenbergern eine überregional unter dem Namen Köbeler Mess bekannte Marktgemeinde gewesen; diesen Namen behielt der Markt auch bei, als er 1220 durch Kaiser Friedrich II. in seine Residenz Gelnhausen verlegt worden war. Bergheim hingegen fiel an Büdingen und teilte fortan die Geschichte dieses Hauses bis zu seinem Aufgehen im Großherzogtum Hessen 1815.
Im Dreißigjährigen Krieg erlitten alle Ortsteile der heutigen Gemeinde erhebliche Zerstörungen; Marköbel wurde 1635 komplett niedergebrannt von den von Nördlingen westwärts auf dem Rückzug befindlichen protestantischen Truppen. Die zu Hanau-Münzenberg zählende Region fiel mit dem Aussterben der Hanauer 1736 an Hessen-Kassel und insoweit 1866 an Preußen. 1905 wurde die Stadtmauer in Marköbel abgebrochen.
Eine gemeinsame Landesgeschichte haben Marköbel und Langen-Bergheim erst wieder seit 1919 (Weimarer Republik). Seit 1945 zählen sie zum Land Hessen.
Mitte der 1980er Jahre fanden umfangreiche Restaurierungsarbeiten an der historischen Bausubstanz der Gemeinde statt.

### Gemeindebildung
Die heutige Gemeinde Hammersbach entstand im Zuge der Gebietsreform in Hessen am 31. Dezember 1970 durch den freiwilligen Zusammenschluss der Gemeinden Langen-Bergheim (bis zum Jahr 1820 Bergheim) aus dem Landkreis Büdingen und Marköbel mit Hirzbach und der Staatsdomäne Baiersröderhof aus dem Landkreis Hanau zur Gemeinde „Hammersbach“ im Landkreis Hanau. Namensgeber von Hammersbach ist der gleichnamige Bach, der in der Gemarkung Langen-Bergheim entspringt und im Ortsteil Marköbel in den Krebsbach mündet.

## Politik

### Gemeindevertretung
Die Kommunalwahl am 14. März 2021 lieferte folgendes Ergebnis, in Vergleich gesetzt zu früheren Kommunalwahlen:

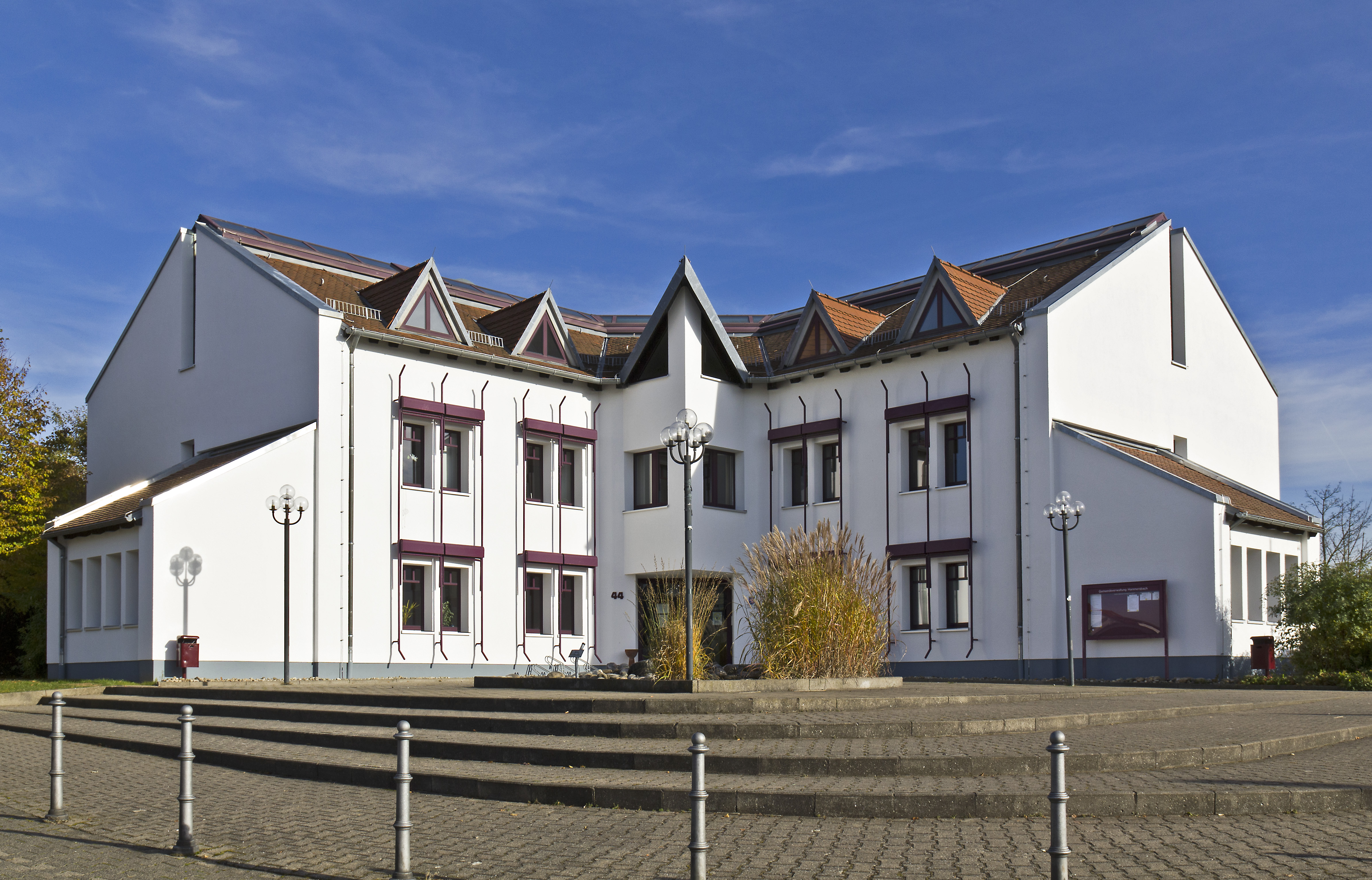
Rathaus

| Sitzverteilung in der Gemeindevertretung 2021Insgesamt 23 Sitze - SPD: 11 - Grüne: 4 - CDU: 8 | Parteien und Wählergemeinschaften | Parteien und Wählergemeinschaften           | % 2021 | Sitze 2021 | % 2016 | Sitze 2016 | % 2011 | Sitze 2011 | % 2006 | Sitze 2006 | % 2001 | Sitze 2001 |
| Sitzverteilung in der Gemeindevertretung 2021Insgesamt 23 Sitze - SPD: 11 - Grüne: 4 - CDU: 8 | SPD                               | Sozialdemokratische Partei Deutschlands     | 46,4   | 11         | 61,1   | 14         | 65,1   | 15         | 56,5   | 13         | 54,4   | 13         |
| Sitzverteilung in der Gemeindevertretung 2021Insgesamt 23 Sitze - SPD: 11 - Grüne: 4 - CDU: 8 | CDU                               | Christlich Demokratische Union Deutschlands | 35,7   | 8          | 38,9   | 9          | 34,9   | 8          | 36,6   | 8          | 31,2   | 7          |
| Sitzverteilung in der Gemeindevertretung 2021Insgesamt 23 Sitze - SPD: 11 - Grüne: 4 - CDU: 8 | GRÜNE                             | Bündnis 90/Die Grünen                       | 17,8   | 4          | —      | —          | —      | —          | —      | —          | –      | –          |
| Sitzverteilung in der Gemeindevertretung 2021Insgesamt 23 Sitze - SPD: 11 - Grüne: 4 - CDU: 8 | FDP                               | Freie Demokratische Partei                  | –      | –          | —      | —          | —      | —          | 6,9    | 2          | 6,2    | 1          |
| Sitzverteilung in der Gemeindevertretung 2021Insgesamt 23 Sitze - SPD: 11 - Grüne: 4 - CDU: 8 | BBH                               | Bürgerblock Hammersbach                     | –      | –          | —      | —          | —      | —          | —      | —          | 8,3    | 2          |
| Sitzverteilung in der Gemeindevertretung 2021Insgesamt 23 Sitze - SPD: 11 - Grüne: 4 - CDU: 8 | gesamt                            | gesamt                                      | 100,0  | 23         | 100,0  | 23         | 100,0  | 23         | 100,0  | 23         | 100,0  | 23         |
| Sitzverteilung in der Gemeindevertretung 2021Insgesamt 23 Sitze - SPD: 11 - Grüne: 4 - CDU: 8 | Wahlbeteiligung in %              | Wahlbeteiligung in %                        | 60,4   | 60,4       | 56,9   | 56,9       | 50,4   | 50,4       | 54,3   | 54,3       | 61,8   | 61,8       |

### Bürgermeister
Nach der hessischen Kommunalverfassung wird der Bürgermeister für eine sechsjährige Amtszeit gewählt, seit dem Jahr 1993 in einer Direktwahl, und ist Vorsitzender des Gemeindevorstands, dem in der Gemeinde Hammersbach neben dem Bürgermeister ehrenamtlich ein Erster Beigeordneter und drei weitere Beigeordnete angehören. Bürgermeister ist seit dem 2. November 2004 Michael Göllner (SPD). Seine Amtsvorgängerin Helga Meininger (SPD) beendete ihre vierte Amtszeit am 30. Juni 2004 aus gesundheitlichen Gründen vorzeitig und die Wahl des neuen Bürgermeisters musste vorgezogen werden. Michael Göllner erhielt am 10. Oktober 2004 im ersten Wahlgang bei 74,1 Prozent Wahlbeteiligung 58,3 Prozent der Stimmen. Es folgten drei Wiederwahlen, zuletzt im Juni 2022.
Amtszeiten der Bürgermeister
- 2004–2028 Michael Göllner (SPD)[8]
- 1984–2004 Helga Meininger (SPD)[9]

### Wappen und Flagge

#### Wappen
Blasonierung: In Gold drei rote Sparren mit einem schräglinks darüber gelegten schwarzen Schwert.
Das Wappen wurde der Gemeinde Hammersbach im damaligen Landkreis Hanau am 11. Mai 1973 durch das Hessische Innenministerium genehmigt. Bei den Sparren handelt es sich um hanauische Sparren.
Gestaltet wurde es durch den Bad Nauheimer Heraldiker Heinz Ritt.
Es wurde von der früheren Gemeinde Marköbel übernommen.

#### Flagge
Am 8. Dezember 1978 genehmigte das Innenministerium der Gemeinde eine Flagge, die wie folgt beschrieben wird:
„Zwischen schmalen grünen Seitenstreifen und zwei breiten goldenen Streifen eine breite grüne Mittelbahn, im oberen Drittel belegt mit dem Gemeindewappen.“

## Kultur und Sehenswürdigkeiten

### Bauwerke

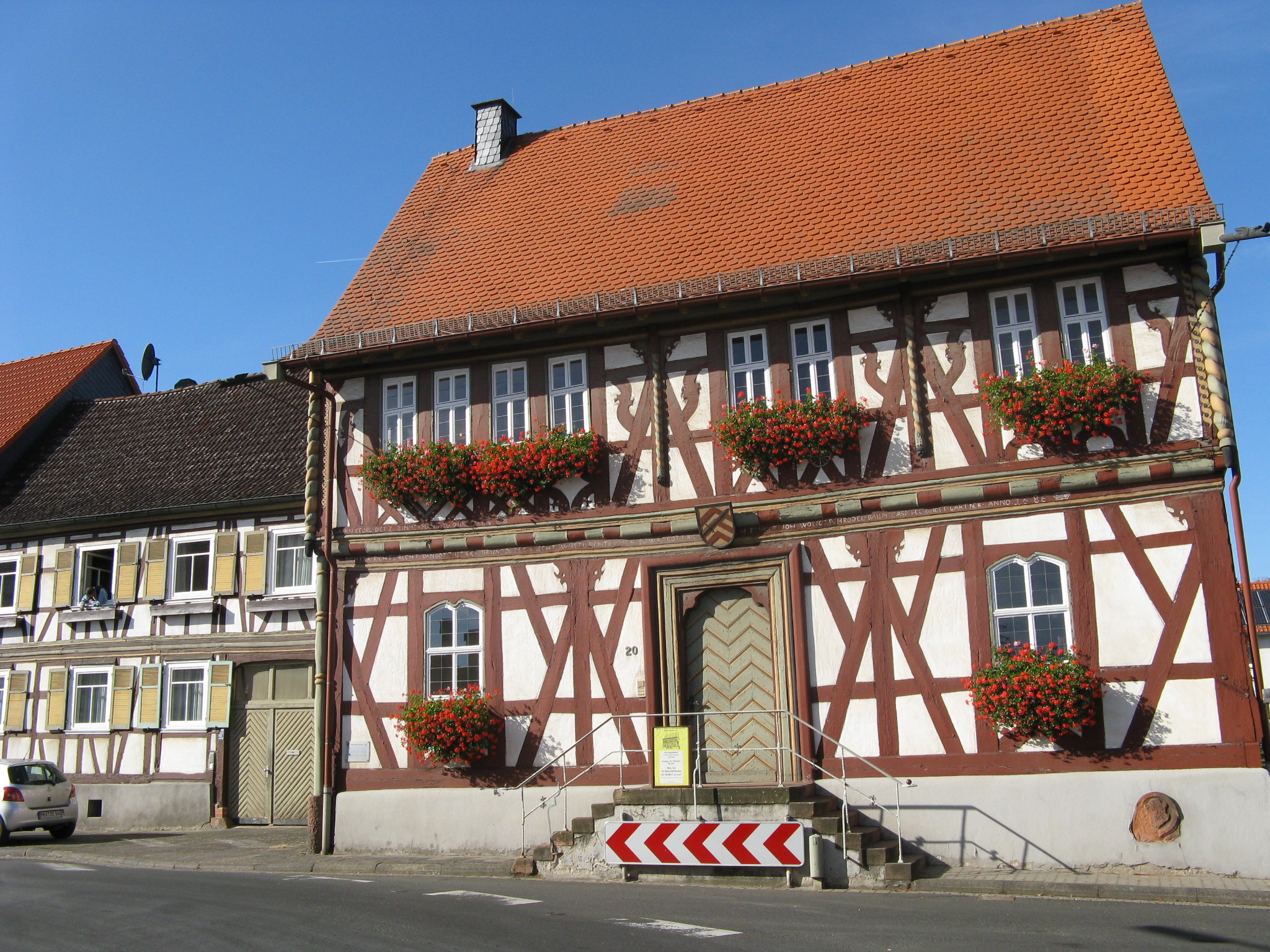
Historisches Rathaus in Marköbel

- Auf dem Friedhof von Marköbel wurde 1994 ein 4,7 m langer Mauerrest des römischen Limeskastells aufbereitet und zugänglich gemacht. Im Übrigen ist von dem römischen Lagerdorf, das durch das heutige Marköbel komplett überbaut wurde, nichts mehr zu erkennen außer der Trasse der Hauptstraße und Nordstraße, welche exakt den Kastellgrundriss wiedergeben.
- Auf dem Kirchhof der Marköbeler Kirche wurde in den 1990er Jahren der Grundriss des römischen Kastellbades sichtbar gemacht.
- Von der weitgehend abgerissenen Marköbeler Stadtmauer, die im Mittelalter außen von einem 14 m breiten und 3 m tiefen Graben mit Gebück-Hecke umgeben war, stehen noch das Untertor (Gelnhäuser Pforte), das im Obergeschoss als Gefängnis diente und seit 1989 eine Kopie des Stadtwappens des Marköbeler Gerichts mit Richtschwert (übernommen ins Hammersbacher Gemeindewappen) trägt, sowie ein Wehrturm am ehemaligen Obertor (Rödertor).

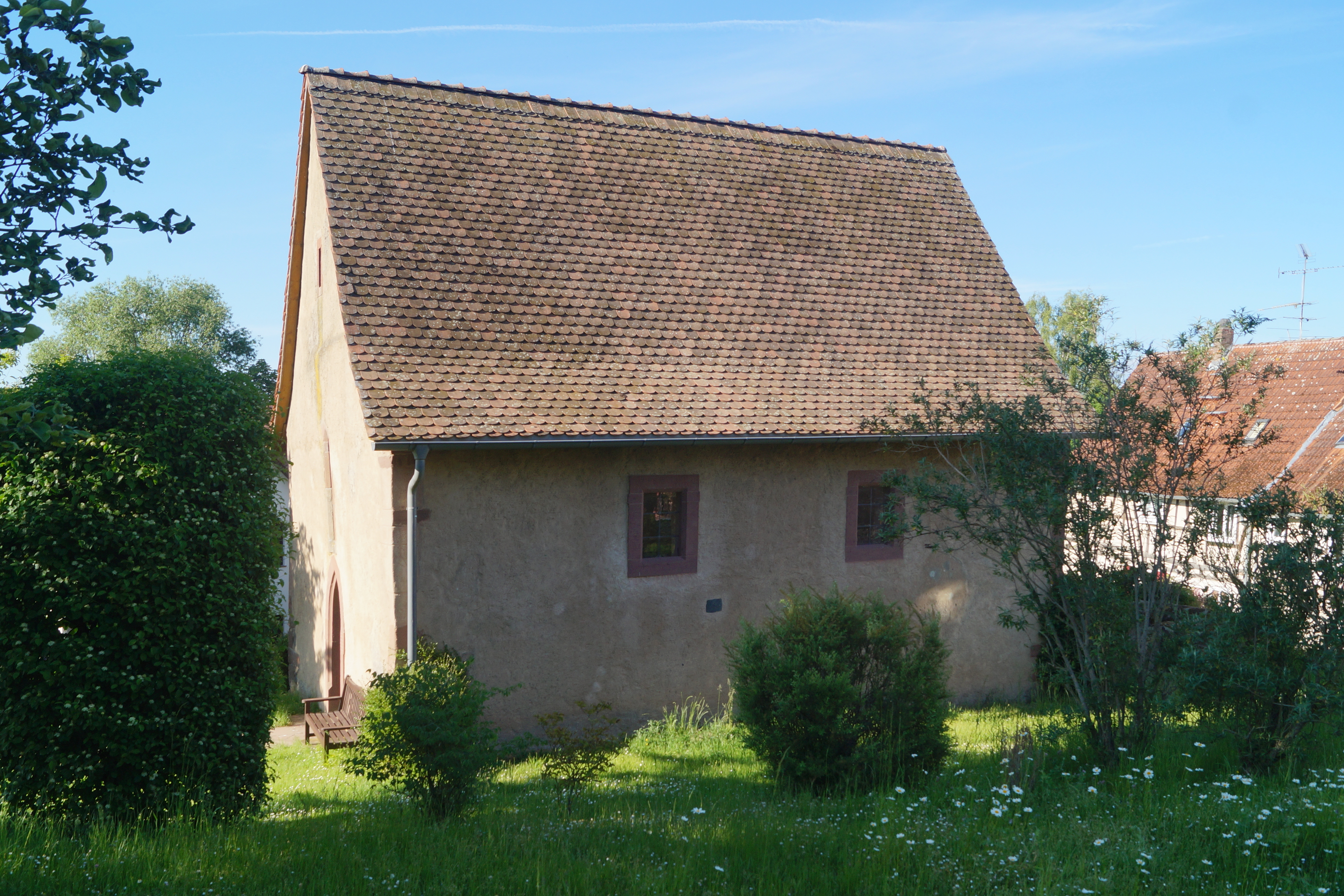
Hirzbacher Kapelle

- Der bis 1986 als Gemeindeverwaltung genutzte Marköbeler Rathausbau in Fachwerk von 1686 (1987/88 restauriert) ersetzt ein älteres Spilhaus (Vorläufer des heutigen Rathauses) aus der Zeit vor dem Dreißigjährigen Krieg (1391 erstmals erwähnt). Dieses diente im Untergeschoss als Weinkeller, im offenen Erdgeschoss als Markthalle und im Obergeschoss als Gericht, Archiv und Verwaltungssitz. Ein Marktbrunnen (Spillesborn) ist nicht mehr vorhanden. An der Hauptstraße im Marköbeler Ortszentrum liegen im Übrigen weitere Fachwerkhäuser aus der gleichen Zeit.
- Die heutige Staatsdomäne Baiersröder Hof wurde erstmals 1139 erwähnt. Heute findet dort jährlich eine Ausstellung historischer Landwirtschaftsmaschinen aus dem regionalen Bereich statt.
- Die Antoniterkapelle im Ortsteil Hirzbach geht auf das Jahr 1254 und eine Schenkung Reinhard I. an den Orden zurück. Die renovierte Kapelle kann besichtigt werden (siehe Hauptartikel: Hirzbacher Kapelle).

### Sport
Mit dem KSV Langen-Bergheim und der SG Marköbel haben beide Ortsteile ihren eigenen Fußballverein. Mit dem Chung Gun Hammersbach e. V., hat Hammersbach zusätzlich einen Taekwondoverein. Als ältester Sportverein der Gemeinde gilt der TV „Vorwärts“ Marköbel 1894 e.V., der ein vielfältiges Angebot an Sportarten wie Tischtennis, Turnen oder Basketball anbietet.

## Wirtschaft und Infrastruktur
Bis in die Mitte des 20. Jahrhunderts war die Landwirtschaft Haupteinnahmequelle. Weinbau, den die Römer eingeführt hatten, wurde bereits Mitte des 19. Jahrhunderts wegen Reblausbefall zu Gunsten des Obstanbaus aufgegeben.
Heute gehört die Gemeinde zum Einzugsgebiet der Metropolregion Rhein-Main.

### Verkehr
Im Jahr 2007 wurde an der A 45 bei Langen-Bergheim die neue Anschlussstelle Hammersbach eingeweiht.
Die Regionalbuslinie 563 verbindet Hammersbach mit Hanau und Altenstadt. Über die Buslinie MKK-57 besteht eine Anbindung an Langenselbold und dem dortigen Bahnhof.

### Bildung
Im Gemeindegebiet befinden sich zwei Kindergärten und die Astrid-Lindgren-Schule (Grundschule).

### Gewerbegebiete
Am nordöstlichen Rand des Ortsteils Langen-Bergheim wurde das bereits bestehende Gewerbegebiet „Am Schulzehnten“ seit 2004 durch ein neues Gewerbe- und Wohngebiet „Am Lachbach“ ergänzt. Das gesamte neue Baugebiet umfasst 13 Hektar, wovon 6 Hektar Gewerbegebiet und 3 Hektar Wohngebiet sind. Die restlichen Flächen sind Verkehrs-, Park- und Grünflächen. Die Flächen des Gewerbegebietes werden vorwiegend von Einzelhandelsbetrieben genutzt.
In Vorbereitung ist seit mehreren Jahren ein interkommunales Gewerbegebiet östlich der A 45 zusammen mit den Kommunen Büdingen, Limeshain und Altenstadt.